# Neus Bramona i Fontcuberta
Neus Bramona i Fontcuberta (la Roca del Vallès, Vallès Oriental, 1972) és una mestra i activista pels drets civils catalana.
Militant d'ERC, s'ha presentat en diverses ocasions a les llistes municipals de la Roca del Vallès. Professionalment, exerceix de mestra d'una escola pública a la localitat de l'Ametlla del Vallès. És la parella d'Oriol Junqueras, amb qui té dos fills, el Lluc i la Joana. Es van conèixer gràcies als actes organitzats per Esquerra Republicana de Catalunya, partit del qual tots dos són militants. Forma part de l'Associació Catalana pels Drets Civils (ACDC), l'entitat creada per les famílies dels presos i exiliats polítics catalans com a plataforma d'actuació conjunta, per donar veu als represaliats i suport a les seves famílies, per canalitzar les mostres de solidaritat i suport i per defensar els drets civils, i que l'any 2018 fou distingida amb la Creu de Sant Jordi.